# Bombay Dost
Bombay Dost es la primera y única revista especializada para el público LGBT de la India.

## Primera época
Lanzada en 1990, por Ashok Row Kavi, inicialmente como un boletín de noticias, tras participar en una conferencia sobre el HIV en Montreal. La idea era intentar potenciar las redes de apoyo entre homosexuales, educar sobre las enfermedades de transmisión sexual y discutir sobre derechos y asuntos de interés para el colectivo LGBT. En la época, Internet era prácticamente desconocido en la India, y una revista era al único medio posible. Además la homosexualidad era ilegal (lo sigue siendo a 2009); aunque las leyes casi no se aplican, siguen estando ahí.
El éxito fue enorme, como demostró la respuesta de los lectores en forma de cartas. Para responder a esa enorme demanda, se creó la Humsafar Trust, una fundación, la mayor organización homosexual de la India, dedicada principalmente al apoyo de personas con HIV. La revista inspiró la organización de pequeños grupos de apoyo mutuo a lo largo y ancho del país.
Debido a la falta de anunciantes y la escasez de fondos, Bombay Dost dejó de publicarse en 2002.

## Segunda época
Gracias a ayudas procedentes de un programa de desarrollo de las Naciones Unidas se garantiza la edición de la revista durante tres años, aunque la tirada inicial sea de 1500 ejemplares. Se publicará dos veces al año y costará unas 150 rupias.
Los cambios sociales habidos en la India permitirán su venta en quioscos, en lugar de sólo estar disponible a través de redes de contacto, como cuenta el editor principal Nitin Karani. La discriminación ha disminuido visiblemente y la revista quiere reflejar esa realidad, sin olvidar que la homosexualidad todavía es ilegal en la India.
El primer número tendrá 56 páginas, incluyendo una foto de Mr. Gay India en bañador, críticas de arte y literatura y reportajes sobre los derechos LGBT. Al lanzamiento oficial acudió Celina Jaitley, una estrella de Bollywood y una de las defensoras de los derechos LGBT más famosas de la India.